# Ибрахим Ругова
Ибрахим Ругова е косовски политик, президент на Косово, лидер на водещата в областта партия — Демократичната лига на Косово, писател.

## Биография
Ибрахим Ругова е роден през 1944 г. Баща му и дядо му са убити от югославски комунисти. Завършва средното си образование в Печ, а висшето си — в Прищина. По-късно учи лингвистика в Сорбоната. През 1984 г. получава докторска степен по литература в университета в Прищина, известно време е и преподавател в Прищина. През 1989 г. е избран за председател на Съюза на писателите на Косово.
След отнемането на автономията на Косово през 1989 г. Ругова е един от създателите на първата некомунистическа партия в Косово – Демократична лига на Косово.
Политиката на мирно противопоставяне на режима на Милошевич през следващите години печели на Ругова прозвището „балканския Ганди“. Партията на Ругова бойкотира сръбските федерални избори и спомага за създаването на паралелно управление за етническото албанско население, включително в областта на здравеопазването, образованието и други. През 1992 и 1998 г. Ругова е избран за президент на самопровъзгласилата се „Република Косово“.
През 1999 г., по време на Косовската криза Ругова си навлича гнева на част от населението на Косово поради приеманата за пасивна политика спрямо сръбските власти. През същата година той взима участие в мирните преговори в Рамбуйе като член на делегацията на косовските албанци.
През март 2002 г. Ругова е избран за президент на Косово.
През септември 2005 г. е обявено, че Ругова е болен от рак на белия дроб, но той продължава да изпълнява функциите си. Умира на 21 януари 2006 г.
Ругова е автор на редица книги, издадени в Косово и извън него.